# Korechnitsa
Korechnitsa (en macédonien Корешница) est un village du sud de la Macédoine du Nord, situé dans la municipalité de Demir Kapiya. Le village comptait 382 habitants en 2002.

## Démographie
Lors du recensement de 2002, le village comptait :
- Macédoniens : 250
- Turcs : 97
- Serbes : 33
- Albanais : 1
- Bosniaques : 1